# PCHA 1912/13
Die Saison 1912/13 war die zweite reguläre Saison der Pacific Coast Hockey Association (PCHA). Meister wurden die Victoria Aristocrats.

## Modus
In der Regulären Saison absolvierten die drei Mannschaften jeweils zwischen 15 und 16 Spielen. Der Erstplatzierte nach der regulären Saison wurde Meister. Für einen Sieg erhielt jede Mannschaft zwei Punkte, bei einem Unentschieden einen Punkt und bei einer Niederlage null Punkte.

## Saisonverlauf

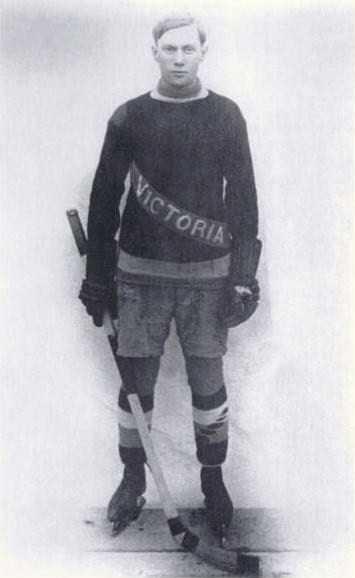
Topscorer Tommy Dunderdale

Vor der Spielzeit gelangen den Mannschaften der PCHA einige spektakuläre Neuverpflichtungen. Von den Quebec Bulldogs aus der National Hockey Association wurden gleich drei Spieler verpflichtet. Diese waren Jack McDonald (Vancouver), George Prodgers (Victoria) und Eddie Oatman (New Westminster). Umgekehrt kehrten Harry Hyland und Newsy Lalonde zu ihren NHA-Teams, den Montreal Wanderers bzw. Canadiens de Montréal zurück. Da sich der Bau der Arena in New Westminster immer noch verzögerte, entschied man sich dazu wie im Vorjahr in der Arena der Vancouver Millionaires die eigenen Heimspiele abzuhalten. Zudem bestritten die Royals und die Millionaires ihre letzten beiden Saisonspiele am 17. und 18. März 1913 in Calgary, Alberta und Regina, Saskatchewan, um das Interesse für die Liga in anderen Regionen auszuloten. Victoria konnte sich bereits am 7. März mit einem 1:0-Sieg über New Westminster vorzeitig den Meistertitel sichern. Eine weitere Besonderheit war, dass die Liga am 15. Februar erstmals die Mannschaften mit sechs Spielern pro Team antreten ließen, indem man die Position des Rovers, die es in der Konkurrenzliga NHA gar nicht mehr gab, wegließ. Da dies jedoch bei den Fans nicht gut ankam, kehrte man wieder zur Sieben-Spieler-Regel zurück. Der Australo-Kanadier Tommy Dunderdale wurde mit 29 Punkten, davon 24 Tore, Topscorer der PCHA.

## Tabelle Reguläre Saison
Abkürzungen: GP = Spiele, W = Siege, L = Niederlagen, T = Unentschieden, GF = Erzielte Tore, GA = Gegentore, Pts = Punkte
|                        | GP | W  | L | T | GF | GA | Pts |
| ---------------------- | -- | -- | - | - | -- | -- | --- |
| Victoria Aristocrats   | 15 | 10 | 5 | 0 | 68 | 56 | 20  |
| Vancouver Millionaires | 16 | 7  | 9 | 0 | 84 | 89 | 14  |
| New Westminster Royals | 15 | 6  | 9 | 0 | 67 | 74 | 12  |